# Луговське (Зональний район)
Луговське́ (рос. Луговское) — село у складі Зонального району Алтайського краю, Росія. Адміністративний центр Луговської сільської ради.

## Населення
Населення — 1142 особи (2010; 1229 у 2002).
Національний склад (станом на 2002 рік):
- росіяни — 90 %